# Лошница
Лошница (грч. Γέρμας, до 1928. грч. Λόσνιτσα) је насељено место у општини Рупишта у периферији Западна Македонија, Грчка. Према попису из 2021. године било је 380 становника.
Према бугарском географу и историчару, Василу Канчову, у Лошници је 1900. године живело 600 Грка. Некада је Лошница била словенско насеље које је хеленизовано.